# Iglice, szívem
Az Iglice, szívem kezdetű gyermekjátékot Bakos József gyűjtötte diákjaival 1939 és 1944 között Karván. A dal a kéziratban ránk maradt Mátyusföldi népi gyerekjátékok című művének 235. oldalán található.
Feldolgozás:
| Szerző       | Mire        | Mű                     |
| ------------ | ----------- | ---------------------- |
| Petres Csaba | két furulya | Tarka madár, 16. kotta |

## Kotta és dallam
Iglice, szívem, iglice, aranyos lábú iglice,

ahová te hajlasz, én is oda hajlok, iglice.

Árok mellett jártamban tüske ment a lábamba,

rajta kap, rajta kap, mindenhová belekap.

## Felvételek
- Iglice, szívem. YouTube (2013. március 29.)  (Hozzáférés: 2016. augusztus 5.) (audió) szóló ének
- Játékdalok: Iglice szívem, iglice. YouTube (2002. november 12.)  (Hozzáférés: 2016. augusztus 5.) (audió) egyszólamú gyerekkar
- Ezt énekeljük az oviban - Iglice szívem. OviTévé  YouTube (2016. április 25.)  (Hozzáférés: 2016. augusztus 5.) (audió) egyszólamú gyerekkar zenekari kísérettel